# Andrew Smith
Sir Andrew Smith (Hawick, 3 dicembre 1797 – Londra, 11 agosto 1872) è stato un chirurgo, naturalista, esploratore e zoologo scozzese.

## Biografia
Smith nacque ad Hawick, nel Roxburghshire. Si laureò in medicina all'Università di Edimburgo nel 1819, dopo aver prestato servizio nel 1816 nel Servizio Medico dell'Esercito.

### Sudafrica 1820-1837
Nel 1820 venne inviato nella Colonia del Capo, a Grahamstown, per supervisionare le cure mediche date ai soldati europei ed ai soldati dei Corpi del Capo. Nel 1822 venne nominato chirurgo del distretto di Albany e fu il primo medico, in Sudafrica, a curare gratis i pazienti indigeni. Intraprese una spedizione scientifica nell'interno, durante la quale crebbero moltissimo i suoi interessi iniziali in storia naturale ed antropologia. In qualche occasione venne inviato dai governanti in visita confidenziale alle tribù Bantu che si trovavano oltre la frontiera, tra cui ricordiamo il suo viaggio in Kaffraria nel 1824, durante il quale prese moltissimi appunti sui costumi delle tribù Xhosa. Nel 1825 il Governatore della Colonia del Capo, Lord Charles Somerset, nominò Smith primo Soprintendente del Museo Sudafricano di storia naturale di Città del Capo. Nel 1828 Smith venne inviato nel Namaqualand dal Vicegovernatore del Distretto Orientale del Capo di Buona Speranza, Richard Bourke, per compiere studi sui Boscimani che vivevano là. In seguito a questo viaggio nel 1831 Smith scrisse Origine e storia dei Boscimani. Nello stesso anno giunsero voci che nell'est era scoppiato un certo malcontento e nel gennaio 1832 il Governatore Sir Lowry Cole fu costretto ad inviare Smith nel Natal. Qua parlò con Dingaan e ritornò da Cole, promuovendo un nuovo corso di eventi nella storia del Capo. Fu soprattutto grazie alle testimonianze di Smith che la Gran Bretagna poté annettere nel 1844 Port Natal e trasformarla in una colonia della Corona. Allo stesso modo le testimonianze dei commercianti a nord del fiume Orange portarono Smith ad intraprendere una spedizione di 18 mesi nel Basutoland, a Kuruman, il quartier generale di Mzilikazi, e ancora più a nord, sui Magaliesberg; tra gli artisti della spedizione vi era anche Charles Davidson Bell. Smith ritornò con due izinDuna di Mzilikazi, inviati dal loro capo per siglare un'alleanza con la Colonia del Capo. Il Rapporto sulla spedizione alla scoperta dell'Africa Centrale di Smith venne pubblicato nel 1836. Stranamente, ad eccezione di due brevi rapporti editi dopo il suo ritorno a Città del Capo nel 1836, non venne mai pubblicato nessun resoconto dei suoi viaggi. Comunque il diario di Smith venne in seguito edito da Percival R. Kirby e pubblicato dalla Van Riebeeck Society nel 1939-40, sotto il titolo Diario del Dr. Andrew Smith, Direttore della «Spedizione alla Scoperta dell'Africa Centrale», 1834-36 (OCLC 4550857).
Smith incontrò Charles Darwin (1809-1882) quando quest'ultimo raggiunse il Capo nel 1836 a bordo dell'H.M.S. Beagle. Darwin citò con frequenza Smith nei suoi scritti e nelle sue corrispondenze. Nel 1857 Darwin raccomandò Smith alla sua elezione come membro della Royal Society.

### Inghilterra 1837-1872
Smith ritornò in Inghilterra nel gennaio 1837 e poco dopo pubblicò i cinque volumi delle Illustrazioni di Zoologia del Sudafrica (1838-50). Avanzò rapidamente tra le gerarchie del servizio medico fino alla nomina come Direttore-Generale dei Servizi Medici dell'Esercito nel 1853. Durante la guerra di Crimea fu il responsabile dell'organizzazione dei servizi medici, ma contro di lui vennero scagliate accuse di inefficienza ed incompetenza dal Times e da Florence Nightingale. Una commissione di inchiesta lo esonerò da ogni responsabilità e ricevette onorificenze dalle università e da società di studi. I problemi di salute non gli permisero di venire rieletto nel 1858, quando venne nominato Cavaliere Commendatore del Bagno.

## Corrispondenza con Charles Darwin
- 16 marzo 1839, su darwin.lib.cam.ac.uk (archiviato dall'url originale il 6 marzo 2005).
- 19 febbraio 1842, su darwin.lib.cam.ac.uk (archiviato dall'url originale il 6 marzo 2005).
- 1862, su darwin.lib.cam.ac.uk (archiviato dall'url originale il 4 febbraio 2007).
- 1867, su darwin.lib.cam.ac.uk (archiviato dall'url originale il 4 febbraio 2007).
- 26 febbraio 1871, su darwin.lib.cam.ac.uk (archiviato dall'url originale il 4 febbraio 2007).
- 17 aprile 1871, su darwin.lib.cam.ac.uk (archiviato dall'url originale il 22 giugno 2006).
- 16 maggio 1871, su darwin.lib.cam.ac.uk (archiviato dall'url originale il 22 giugno 2006).
- 18 luglio 1871, su darwin.lib.cam.ac.uk (archiviato dall'url originale il 4 febbraio 2007).